# Loxosceles spinulosa
Loxosceles spinulosa là một loài nhện trong họ Sicariidae.
Loài này thuộc chi Loxosceles. Loxosceles spinulosa được miêu tả năm 1904 bởi Purcell.